# Hermann Heinemann (Politiker, 1862)
Hermann Hugo Heinemann (* 21. Juni 1862 in Witzleben; † 6. Oktober 1939 in Arnstadt) war ein deutscher Lehrer und Politiker (NLP).

## Leben
Heinemann war der Sohn des Zimmerermeisters Friedrich Ferdinand Heinemann und dessen Ehefrau Sophie Wilhelmine Therese geborene Wagner. Er war evangelisch-lutherischer Konfession und heiratete am 25. Juli 1886 in Gehren Anna Carolina (Karoline) Ottilie Witzmann (* 2. Mai 1862 in Gehren; † 4. Mai 1949 in Arnstadt), die Tochter des Geschirrhalters Wilhelm Witzmann.
Heinemann war Lehrer in Gehren. 1896 bis 1901 war er dort Stadtkämmerer und von 1901 bis zu seinem Ruhestand 1923 Bürgermeister. Danach war er noch bis 1932 nicht vollamtlicher Rechnungssachverständiger für die Gemeinden im Landkreis Arnstadt. Ab 1930 lebte er in Arnstadt. 
Vom 22. Juni 1905 bis zum 26. Januar 1919 war er Abgeordneter im Landtag des Fürstentums Schwarzburg-Sondershausen. Er war zunächst für den Wahlbezirk der Oberherrschaft und die Gruppe der Höchstbesteuerten gewählt worden. Am 15. Juli 1916 wurde er vom Fürsten als Nachfolger von Albin Kirsch zum Abgeordneten auf Lebenszeit ernannt. Nachfolger für die Höchstbesteuerten der Oberherrschaft wurde Theo Hinrichs.
Er wurde mit dem fürstlichen Ehrenkreuz IV. Klasse (1905), III. Klasse (1912) und dazu Eichenbruch (1916) ausgezeichnet.